# にもし

にもしは、日本のイラストレーターである。

## 概要
ライトノベルの挿絵、ソーシャルゲームやカードゲームのキャラクターデザインなど、多分野でイラストレーターとしての活動を続けている。

## 作品一覧

### 小説挿絵
- 『特級ギルドへようこそ！〜看板娘の愛されエルフはみんなの心を和ませる〜』（阿井りいあ、TOブックス）[3]
- 『さよなら異世界、またきて明日』（ 風見鶏、富士見ファンタジア文庫）[4]
- 『野良竜を拾ったら、女神として覚醒しそうになりました（涙』（中村まり、レジーナブックス）[5]
- 『終焉を招く神竜だけど、パパって呼んでもいいですか?』（年中麦茶太郎、GA文庫）[6]
- 『聖女をクビになったら、なぜか幼女化して魔王のペットになりました。』（ 美雨音ハル、カドカワBOOKS）[7]
- 『浮遊世界のエアロノーツ 飛空船乗りと風使いの少女』（森日向、電撃文庫）[8]
- 『幼女無双〜仲間に裏切られた召喚師、魔族の幼女になって【英霊召喚】で溺愛スローライフを送る〜』（yocco、サーガフォレスト）[9]
- 『廃公園のホームレス聖女』（荒瀬ヤヒロ、GAノベル）[10]
- 『元貧乏エルフの錬金術調薬店』（滝川海老郎、ドラゴンノベルス）[11]
- 『聖女の加護を双子の妹に奪われたので旅に出ます』（ななみ、アース・スター ルナ）[12]
- 『成長率100倍チートの転生幼女 〜平穏に暮らしたいのに、周りがそうさせてくれません〜』（夜桜ユノ、DREノベルス）[13]

### キャラクターデザイン
- ソーシャルゲーム『神撃のバハムート』
- ソーシャルゲーム『運命のクランバトル』
- ソーシャルゲーム『戦国コレクション』
- カードゲーム『Z/X -Zillions of enemy X-』
- カードゲーム『バトルスピリッツ』
- カードゲーム『Shadowverse』
- カードゲーム『CODE OF JOKER』
- カードゲーム『カードファイト!! ヴァンガード』